# アメリカ歯内療法学会
アメリカ歯内療法学会（アメリカしないりょうほうがっかい、American Association of Endodontists、AAE）はアメリカ合衆国における歯内療法学を中心とした学問を取り扱う専門学術団体の一つである。1943年にシカゴで設立された。
アメリカ合衆国内の歯内療法の資格を持つ歯科医師の95%が所属している他、他国からの加入も受け入れており、全世界に7000人以上の会員がいるとしている。

## 本部
211 E. Chicago Ave., Suite 1100 Chicago, IL 60611-2691

## 学会誌
- 『Journal of Endodontics』年12回発刊 (ISSN:0099-2399)